# 한국성경적상담학회
한국성경적상담학회는 1995년 창립되었으며, 한국사람을 변화시켜서 하나님의 영광을 위해 살도록 돕는 것을 목표로 활동하는 학회이다. 2010년 정정숙박사가 회장으로 있다. 학회지 성경과 상담을 발행한다.